# برسن درو (كامبريدجشير)
برسن درو (بالإنجليزية: Parson Drove)‏ هي قرية وأبرشية مدنية تقع في المملكة المتحدة في إنجلترا.